# Akatziren
Die Akatziren (Acatziri bzw. Akatziri) waren ein historischer Stamm von Steppennomaden, der Mitte des 5. Jahrhunderts im nordpontischen Raum (möglicherweise an der mittleren Wolga) lebte. Der spätantike Geschichtsschreiber Priskos erwähnt die Akatziren (Akatziroi) mehrmals in seinem (nur fragmentarisch erhaltenen) Geschichtswerk; auf den Schilderungen bei Priskos basieren wohl auch letztlich die späteren Ausführungen in den Getica des Jordanes. 
Die Akatziren (in der älteren Forschung gedeutet als „Waldleute“) gehörten wohl zu einer Untergruppe der Hunnen, jedenfalls scheinen sie eine ähnliche Lebensweise gepflegt zu haben. Sie wurden 448/49 von den Hunnen Attilas unterworfen und in dessen Herrschaftsverband gezwungen. Dies geschah, nachdem eine diplomatische Gesandtschaft zu dem Akatzirenkönig Kouridachos unter Führung eines Sohns Attilas und des vornehmen Hunnen Onegesios keinen Erfolg gehabt hatte. Die Akatziren wurden zu Beginn der 460er Jahre vom Stamm der Saraguren besiegt. Anschließend werden die Akatziren nicht mehr als eigenständige Gruppe erwähnt. Der Geograph von Ravenna setzte sie mit den Chasaren gleich, was aber zweifelhaft ist.